# Soekiman Wirjosandjojo
Soekiman Wirjosandjojo (1898–1974) là chính trị gia Indonesia và thành viên Đảng Masyumi. Ông nắm quyền tổng thống Indonesia từ tháng 4 năm 1951 đến tháng 4 năm 1952.